# 鳴海すず
鳴海 すず（なるみ すず、1986年12月17日 - ）は、日本のAV女優。

## 略歴
2006年に『新人×ギリギリモザイク』でAVデビュー。

## 作品

### アダルトビデオ

#### 2006年
- 新人×ギリギリモザイク 新人ギリギリモザイク（4月7日、エスワン）
- ギリギリモザイク じっくり濃厚セックス（5月7日、エスワン）
- ギリギリモザイク 6つのコスチュームでパコパコ!（6月19日、エスワン）
- ギリギリモザイク ギリギリモザイク6本番（7月7日、エスワン）
- ギリギリモザイク 無限バコバコ7（8月7日、エスワン）
- ギリギリモザイク バコバコ乱交14（9月7日、エスワン）
- S1ガールズコレクション 3Pパコパコ4時間！前から!後ろから!突かれまくりスペシャル!!（10月9日、エスワン）※総集編
- S1ガールズコレクション 美巨乳ボインボイン4時間!2（10月19日、エスワン）※総集編
- S1ガールズコレクション ドキッ♥水着だらけのパコパコ4時間!（11月7日、エスワン）※総集編
- S1ガールズコレクション オチンチン大好き♥い～っぱいフェラチオしてあげる2（11月19日、エスワン）※総集編
- S1ガールズコレクション S級女優16人!乱れまくりのバコバコ大乱交4時間!（12月19日、エスワン）※総集編

#### 2007年
- S1ガールズコレクション 382タイトル7時間まとめてドーンッ!!（1月7日、エスワン）※総集編
- S1ガールズコレクション ウブなセックスたっぷり見せちゃうぞ♥3（2月19日、エスワン）※総集編
- S1ガールズコレクション S級女優24人!ギリギリモザイク4時間スペシャル!（3月7日、エスワン）※総集編
- S1ガールズコレクション 100コスチュームでパコパコ4時間！2（3月7日、エスワン）※総集編
- S1ガールズコレクション S級女優20人!突かれまくりの激烈ピストン4時間!（3月19日、エスワン）※総集編
- S1ガールズコレクション 最後の一滴まで欲しいの♥お掃除フェラ4時間（3月19日、エスワン）※総集編
- S1ガールズコレクション S級女優20人!イキまくり絶頂4時間（4月7日、エスワン）※総集編
- S1ガールズコレクション 完全拘束イカセ4時間!2（4月19日、エスワン）※総集編
- S1ガールズコレクション S級女優24人!シワまで丸見え!美アナルたっぷり4時間（4月19日、エスワン）※総集編
- S1ガールズコレクション S級女優100人!フェラチオ100連発4時間（6月19日、エスワン）※総集編
- S1ガールズコレクション S級痴女が犯してあげる3（7月7日、エスワン）※総集編
- S1ガールズコレクション S級女優100人!激突きバック100連発4時間（年8月19日、エスワン）※総集編
- S1ガールズコレクション 本能のままに野獣FUCK4時間（9月19日、エスワン）※総集編
- S1 GIRLS COLLECTION 永久保存版!ギリモザ特選セックス4時間（11月19日、エスワン）※総集編
- S1ガールズヒストリー 完全保存版S1期間限定作品集2（11月19日、エスワン）※総集編
- S1 GIRLS COLLECTION S級女優20人!ものすごくカワイイ美少女とセックス4時間（12月19日、エスワン）※総集編